# Eldora (Kolorado)
Eldora – jednostka osadnicza w Stanach Zjednoczonych, w stanie Kolorado, w hrabstwie Boulder.